# Råjordsplanum
Råjordsplanum er råjordens (i reglen skjulte) overflade, som befinder sig lige under den nederste del af overjorden.